# グレン・T・シーボーグ・メダル
グレン・T・シーボーグ・メダル（Glenn T. Seaborg Medal）は、カリフォルニア大学ロサンゼルス校によって1987年以来授与されている化学および生化学の賞。 グレン・シーボーグの功績を讃えて創設された。
グレン・シーボーグに由来するその他の賞としては、アメリカ化学会（ACS）核化学および技術部門のGlenn T. Seaborg Award for Nuclear Chemistryやアメリカ原子力学会のSeaborg Medalもある。

## 受賞者
- 1987 グレン・シーボーグ
- 1988 Warren W. Kaeding
- 1989 ドナルド・クラム
- 1990 George Gregory
- 1991 ジョン・D・ロバーツ
- 1992 Ralph H. Bauer
- 1993 ロバート・メリフィールド
- 1994 ジョージ・ハモンド
- 1995 George B. Rathmann
- 1996 メアリー・グッド
- 1997 M. Fredrick Hawthorne
- 1998 ポール・ボイヤー
- 1999 John P. McTague
- 2000 Daniel E. Koshland
- 2001 James B. Peter
- 2002 リチャード・スモーリー
- 2003 エイドリアン・バックス, アレクサンダー・パインズ
- 2004 David Eisenberg
- 2005 ロナルド・エヴァンス
- 2006 デヴィッド・エヴァンス
- 2007 R. Stanley Williams
- 2008 Joan Selverstone Valentine
- 2009 モスタファ・エル＝サイエド
- 2010 Robert Tjian
- 2011 リチャード・ヘック
- 2012 ハロルド・ヴァーマス
- 2013 Kendall N. Houk
- 2014 Fred Wudl
- 2015 シュテファン・ヘル
- 2016 Michael Jung
- 2017 William Gelbart
- 2018 Robert Glaeser, リチャード・ヘンダーソン
- 2019 ポール・アリヴィサトス
- 2022 キャロライン・ベルトッツィ
- 2024 Juli Feigon
- 2025 フレイザー・ストッダート

## 参照
- Glenn T. Seaborg Medal